# اچ‌ام‌اس سلطان (۱۸۷۰)
اچ‌ام‌اس سلطان (۱۸۷۰) (به انگلیسی: HMS Sultan (1870)) یک کشتی بود که طول آن ۳۲۵ فوت (۹۹ متر) بود. این کشتی در سال ۱۸۷۰ ساخته شد.